# نيكولا فيريرا
نيكولا فيريرا (بالبرتغالية: Nicolas Ferreira‏) هو مبارز بالسيف برازيلي، ولد في 25 سبتمبر 1992 في ساو باولو في البرازيل.

## وصلات خارجية
- نيكولا فيريرا على موقع أوليمبيديا (الإنجليزية)
- نيكولا فيريرا على موقع اللجنة الأولمبية البرازيلية (البرتغالية)